# Rio Noye
O Noye é um rio francês, afluente da margem esquerda do rio Avre. Conta com 33 km de comprimento. Está localizado no norte do país, passando pelos departamentos de Oise e Somme, na região de Altos da França.